# Dendrothrix wurdackii
Dendrothrix wurdackii là một loài thực vật có hoa trong họ Đại kích. Loài này được Esser mô tả khoa học đầu tiên năm 1993.